# Axstedt
Axstedt település Németországban, azon belül Alsó-Szászország tartományban. Lakosainak száma 1227 fő (2023. december 31.). Axstedt Beverstedt, Holste és Lübberstedt községekkel határos.

## Népesség
A település népességének változása:
| Lakosok száma | 1166 | 1161 | 1183 | 1208 | 1263 | 1227 |
|               | 2016 | 2017 | 2019 | 2021 | 2022 | 2023 |